# Leeuwarder Courant

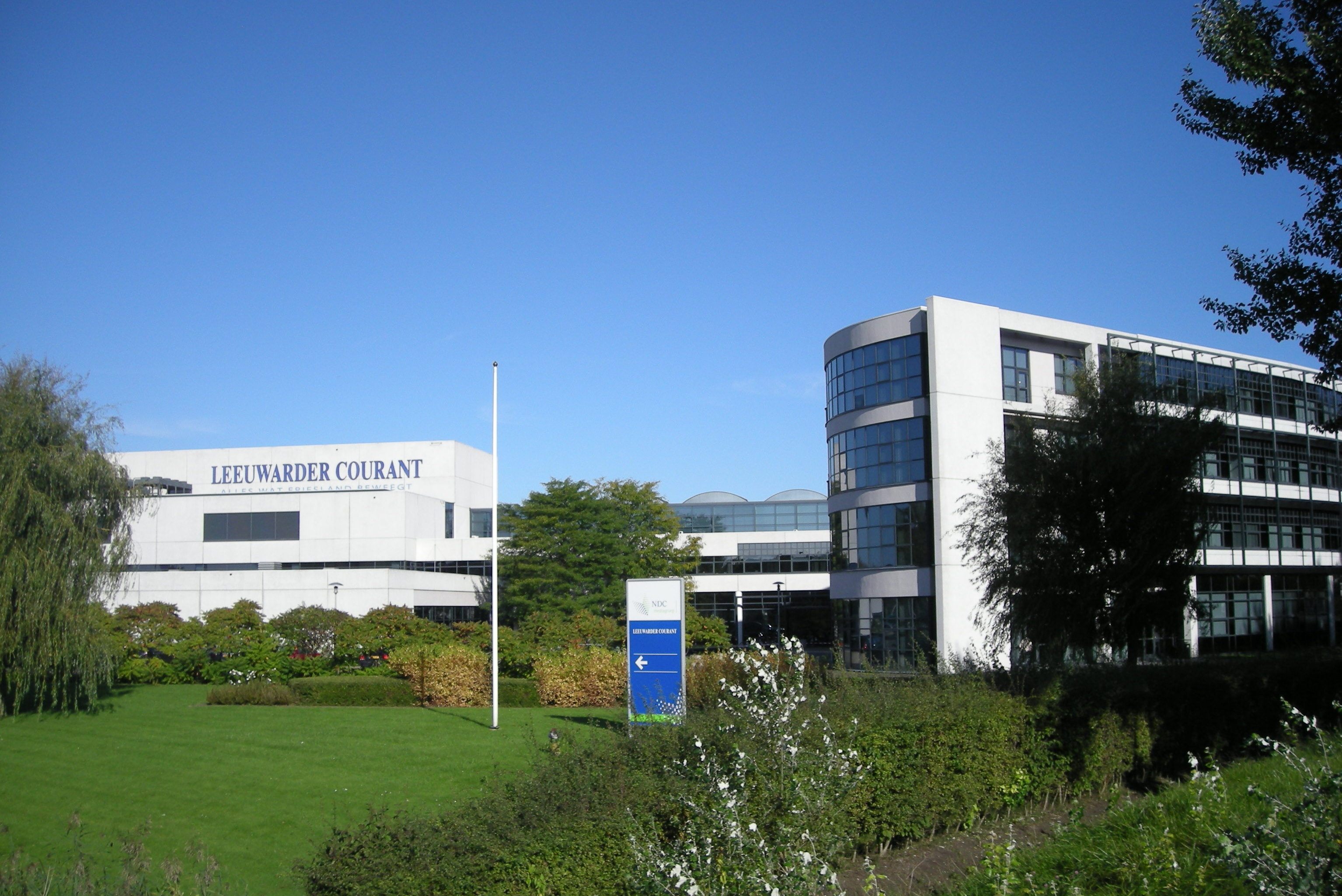
Gebouw LC in Leeuwarden

De Leeuwarder Courant (LC) is het grootste regionale dagblad van Friesland en wordt uitgegeven door Mediahuis Nederland. De krant werd opgericht in 1752 en is hiermee de oudste onder dezelfde titel opererende krant van Nederland.
De LC is hoofdzakelijk Nederlandstalig, maar er staan ook Friestalige artikelen in. Bovendien worden Friese citaten in hun oorspronkelijke vorm en zonder Nederlandse vertaling weergegeven.
De LC was een van de laatste kranten in Nederland die nog (gedeeltelijk) op het broadsheetformaat werd gedrukt. Op 29 september 2012 verscheen de krant voor het eerst volledig op tabloidformaat. Vanaf 2 april 2013 is de krant, net als op zaterdag, ook doordeweeks een ochtendkrant.
Op 16 november 2013 werd de krant uitgeroepen tot European Newspaper of the Year in de categorie regionale dagbladen.

## Geschiedenis
De Leeuwarder Courant verscheen in 1752 voor het eerst, waarmee het de oudste nog onder dezelfde naam opererende krant is van Nederland. Het verscheen sinds 1879 als dagblad, waardoor de krant gerekend in aantal dagbladjaren nog voorbijgegaan wordt door enkele andere dagbladen.
De Leeuwarder Saturdagse Courant werd uitgegeven door de boekdrukker Abraham Ferwerda. De eerste redactie werd gevormd door twee Hervormde dominees. In het begin stond er alleen maar buitenlands nieuws in, want dit was wat de lezers, voornamelijk kooplieden, aansprak. Later kwam er ook nationaal nieuws in de krant en pas sinds 1850 ook provinciaal nieuws.
Na de dood van Ferwerda zette zijn schoonzoon Doeke Ritske Smeding de krant voort. Tot 1947 bleef de Leeuwarder in handen van deze familie.
De krant wilde een beschaafde krant zijn en plaatste daarom slechts "serieus" nieuws en was ook principieel tegen interviews. In 1893 kwam er een nieuwe hoofdredacteur die ook zorgde voor andere genres in de krant, maar interviews bleven tot 1930 uit den boze. Daarna verschenen er ook strips, reportages en verhalen over het dagelijks leven.
In de Tweede Wereldoorlog werd door de Duitsers een NSB-hoofdredacteur aangesteld. Na de oorlog groeide de krant uit tot een provinciale kwaliteitskrant. Per 1 november 1969 ging de uit het verzet voortgekomen Friese Koerier op in de Leeuwarder Courant.

## Regionale dagbladen in Friesland
In Friesland worden, in tegenstelling tot de meeste andere provincies in Nederland, twee regionale dagbladen uitgegeven. Het andere regionale dagblad in Friesland is het Friesch Dagblad, dat sinds juli 2013 ook onderdeel is van NDC, nu Mediahuis Noord.

## Digitaal archief
Op 24 oktober 2007 waren alle 255 jaargangen (meer dan 795.000 pagina's) van de Leeuwarder Courant gedigitaliseerd. Het online LC-archief is tot stand gebracht door de Stichting Digitaal Archief Leeuwarder Courant (SDALC), een samenwerking van de NDC mediagroep en Tresoar. Het archief kan kosteloos ingekeken worden. Kranten van de laatste dertig dagen zijn niet in het archief opgenomen.

## Bekende (oud-)medewerkers*
| - Jetske Bilker - Hotze Buwalda - Laurens ten Cate, hoofdredacteur (1969-1978) - Sikke Doele, kunstcriticus - Gurbe Douwstra, redacteur - Remco Ekkers, muziekrecensent - Jeroen Elshoff - Eddy Evenhuis, hoofdredacteur (1955-1983) - Hylkje Goïnga - Hans van der Heijde, recensent - Guus Hellegers, kunstcriticus - Hans de Jong, meteoroloog - Nynke de Jong | - Atte Jongstra, recensent - Rely Jorritsma - Peter Karstkarel - Ebbing Kiestra - Haije Kramer, schaakmedewerker - Paul Kusters, cartoonist - Rob Meines - Douwe van der Meulen, puzzelmaker - Ruben L. Oppenheimer, cartoonist - Kees Paling - Coen Peppelenbos, literatuurcriticus - Durk van der Ploeg, typograaf - Trinus Riemersma, columnist - Doeke Sijens, recensent | - Hylke Speerstra, hoofdredacteur - Theo Steeman, striptekenaar - Bart Tammeling, columnist - Anita Terpstra, recensent - Pieter Terpstra - Rink van der Velde - Jant Visser-Bakker (1906-1992), pseudoniem Muoike Jant - Anne Wadman - Bert Wagendorp, sportverslaggever - Arjen Westra - Michaël Zeeman, recensent - Jikke Zijlstra - Gerrit Jan Zwier, schrijver |

## Oplage
Gemiddeld verspreide oplage van de Leeuwarder Courant tussen 2001 en 2017
Cijfers volgens HOI, Instituut voor Media Auditing